# Llengües filipines
Les llengües filipines són un grup de la família austronèsica formada per unes 150 llengües esteses per tota la República de les Filipines i també pel nord de Cèlebes.
Aquest grup fou definit el 1991 com una subfamília austronèsia per Robert Blust, que relacionà les llengües de les Filipines amb les del nord de Cèlebes. Es considerà que aquest grup tindria una relació propera amb les llengües borneanes; el més probable, però, és que constituïsca un grup separat que va divergir molt primerencament després de l'expansió malaiopolinèsia des de Taiwan fa uns 5.000 anys.

## Classificació

### Auckland 2008
La classificació més actualitzada correspon a Austronesian Basic Vocabulary Database 2008, que relaciona les llengües filipines amb les llengües samabajaw en un grup denominat sulú-filipí. Aquesta relació filogenètica indica entre parèntesis el percentatge de confiabilitat del grup:
- Malaiopolinesi (100%)
  - Sulú-filipí (74%)
    - Sama-bajaw (100%): típic dels pobles de l'arxipèlag de Sulú (illes filipines entre Borneo i Mindanao) anomenats gitanos marins, i hui dispersos per Filipines, Borneo (Indonèsia, Malàisia i Brunei) i Cèlebes.
    - Filipí o Filipí-gorontal (100%): propi de les Filipines i el nord de Cèlebes (Indonèsia).
      - Gorontal-mongondow: al nord de Cèlebes (províncies de Gorontal i Cèlebes Septentrional).
      - Filipí pròpiament (100%)
        - Nord-filipí (100%): grup del nord i centre de Luzon. Es troba també al nord de Mindanao i a les petites illes entre Luzón i Taiwan. P. ex.: Ilocano, pampanga, batànic, pangasinan.
        - Filipí centremeridional (83%)
          - Central-palawànic (100%)
            - Centrefilipí o mesofilipí (100%): es troba en Visayas, sud de Luzon, est de Mindanao i Sulú, p. ex.: filipí, tagal, cebuà, samarà, bicol…
            - Palawànic (88%): a la regió Mimaropa, formada per Palawan, Mindoro i les illes que en són al mig.

          - Mindanao o sud-filipí (100%): propi de Mindanao, p. ex.: bilan.

### Adelaar and Himmelmann (2005)
Aproximadament de nord a sud, Adelaar and Himmelmann (2005) divideix les llengües filipines en aquests grups:
- Nord-filipí (especialment a Luzon)
- Gran filipí central (del centre de les Filipines al nord de Cèlebes)
- Kalamià (a Palawan)
- Mindanao sud
- Sangíric (nord de Cèlebes)
- Minahasà (nord de Cèlebes)